# پونترانیکا
پونترانیکا (به ایتالیایی: Ponteranica) یک کومونه در ایتالیا است که در استان برگامو واقع شده‌است.

## خصوصیات
پونترانیکا ۸٫۴ کیلومترمربع مساحت و ۶٬۸۶۶ نفر جمعیت دارد و ۵۴۵ متر بالاتر از سطح دریا واقع شده‌است.